# 150-й меридіан західної довготи
150-й меридіан західної довготи — лінія довготи, що лежить на 150 градусів західніше Гринвіцького меридіана. Вона проходить від Північного полюса через Північний Льодовитий океан, Північну Америку, Тихий океан, Південний океан та Антарктиду до Південного полюса.
В Антарктиді визначає західну межу територіальних претензій Нової Зеландії. На землі, що лежать на схід від цього меридіана, не претендує жодна країна.
150-й меридіан західної довготи формує велике коло разом із 30-тим меридіаном східної довготи.
Це центральний меридіан часового поясу UTC-10, також відомого як Гавайсько-Алеутський час.

## Список географічних об'єктів, що перетинає 150° зх. д.
Починаючи на Північному полюсі та рухаючись до Південного полюса, 150-й меридіан західної довготи проходить через:
| Координати                                                   | Країна, територія або море | Примітки                                                                                                  |
| ------------------------------------------------------------ | -------------------------- | --- |
| 90°0′ пн. ш. 150°0′ зх. д. / 90.000° пн. ш. 150.000° зх. д.  | Північний Льодовитий океан | |
| 72°20′ пн. ш. 150°0′ зх. д. / 72.333° пн. ш. 150.000° зх. д. | Море Бофорта               | |
| 70°28′ пн. ш. 150°0′ зх. д. / 70.467° пн. ш. 150.000° зх. д. | США                        | Аляска — проходить через Анкоридж                                                                         |
| 59°39′ пн. ш. 150°0′ зх. д. / 59.650° пн. ш. 150.000° зх. д. | Тихий океан                | Проходить східніше острова Каролайн, Кірибаті Проходить західніше острова Мурея[en], Французька Полінезія |
| 60°0′ пд. ш. 150°0′ зх. д. / 60.000° пд. ш. 150.000° зх. д.  | Південний океан            | |
| 76°32′ пд. ш. 150°0′ зх. д. / 76.533° пд. ш. 150.000° зх. д. | Антарктида                 | Становить східну межу Території Росса (претендує Нова Зеландія)                                           |